# Lista monumentelor istorice din județul Mureș - D

Simbol pentru monumentele istorice

Lista monumentelor istorice din județul Mureș - D cuprinde monumentele istorice înscrise în Patrimoniul cultural național al României și aflate în localități ce încep cu litera D din județul Mureș.
Lista completă este menținută și actualizată periodic de către Ministerul Culturii, Cultelor și Patrimoniului Național din România, prin intermediul Institutului Național al Patrimoniului, ultima versiune datând din 2015. Această listă cuprinde și actualizările ulterioare, realizate prin ordin al ministrului culturii.
| Cod LMI                          | Denumire                                           | Localitate                      | Localizare                                        | Datare, Creatori                         | Imagine               | Erori             |
| -------------------------------- | -------------------------------------------------- | ------------------------------- | ------------------------------------------------- | ---------------------------------------- | --------------------- | ----------------- |
| MS-I-s-B-15374 (RAN: 116689.01)  | Așezarea neolitică de la Dumbrăveni                | sat Dumbrăvioara; comuna Ernei  | între Dumbrăvioara și Gornești 46.66667°N 24.65°E | Neolitic                                 | Încarcă foto \| video | Raportează eroare |
| MS-II-m-A-15648.03               | Turn-clopotniță                                    | sat Daia; comuna Apold          | 74                                                | sec. XIX                                 |                       | Raportează eroare |
| MS-II-a-A-15648                  | Ansamblul bisericii evanghelice fortificate        | sat Daia; comuna Apold          | 140 46.1469°N 24.9025°E                           | sec. XV - XIX                            | Alte imagini          | Raportează eroare |
| MS-II-m-A-15648.01               | Biserica evanghelică                               | sat Daia; comuna Apold          | 140                                               | sec. XV - XIX                            |                       | Raportează eroare |
| MS-II-m-A-15648.02               | Incintă fortificată                                | sat Daia; comuna Apold          | 140                                               | sec. XVI                                 |                       | Raportează eroare |
| MS-II-a-A-15649                  | Ansamblul bisericii evanghelice fortificate        | sat Daneș; comuna Daneș         | 160 46.2222°N 24.6958°E                           | sec. XV - XVI                            | Alte imagini          | Raportează eroare |
| MS-II-m-A-15649.01               | Biserica evanghelică fortificată                   | sat Daneș; comuna Daneș         | 160                                               | sec. XV - XVI                            |                       | Raportează eroare |
| MS-II-m-A-15649.02               | Fragment de incintă fortificată cu turn clopotniță | sat Daneș; comuna Daneș         | 160                                               | sec. XV - XVI                            |                       | Raportează eroare |
| MS-II-m-A-15650 (RAN: 116509.04) | Biserica „Sfântul Nicolae”                         | sat Daneș; comuna Daneș         | 393                                               | 1796                                     | Alte imagini          | Raportează eroare |
| MS-II-m-B-15651 (RAN: 115129.01) | Biserica de lemn „Sf. Arhangheli”                  | sat Dâmbău; comuna Adămuș       | Str. Cimitirului 11A                              | sec. XVIII                               | Alte imagini          | Raportează eroare |
| MS-II-m-A-15652 (RAN: 117854.02) | Biserica de lemn „Buna Vestire”                    | sat Deag; oraș Iernut           | f. n.                                             | sec. XVIII                               |                       | Raportează eroare |
| MS-II-a-A-15653                  | Ansamblul bisericii de lemn „Sf. Arhangheli”       | sat Deag; oraș Iernut           | f. n.                                             | 1765                                     |                       | Raportează eroare |
| MS-II-m-A-15653.01               | Biserica de lemn „Sf. Arhangheli”                  | sat Deag; oraș Iernut           | f. n.                                             | 1765                                     |                       | Raportează eroare |
| MS-II-m-A-15653.02               | Turn-clopotniță                                    | sat Deag; oraș Iernut           | f. n.                                             | 1765                                     |                       | Raportează eroare |
| MS-II-m-A-15654                  | Reședință nobiliară (Conacul Pataki)               | sat Deaj; comuna Mica           | 31 46.34868°N 24.40065°E                          | 1910                                     |                       | Raportează eroare |
| MS-II-m-A-15655                  | Biserica unitariană                                | sat Deaj; comuna Mica           | 108                                               | 1834                                     | Alte imagini          | Raportează eroare |
| MS-II-m-A-15656                  | Biserică de lemn                                   | sat Deaj; comuna Mica           | 225                                               |                                          | Încarcă foto \| video | Raportează eroare |
| MS-II-m-A-15657 (RAN: 118254.01) | Casă (Conacul Pap)                                 | sat Deaj; comuna Mica           | 264                                               | 1796                                     |                       | Raportează eroare |
| MS-II-m-B-15658                  | Poarta de lemn a școlii                            | sat Deda; comuna Deda           |                                                   |                                          | Încarcă foto \| video | Raportează eroare |
| MS-II-m-B-15659                  | Biserica evanghelică                               | sat Dedrad; comuna Batoș        | 42                                                | cca. 1860                                | Alte imagini          | Raportează eroare |
| MS-II-m-B-15661                  | Biserica evanghelică fortificată                   | sat Delenii; comuna Băgaciu     |                                                   | sec. XVI - XVII                          |                       | Raportează eroare |
| MS-II-m-A-15660                  | Clopotnița de lemn a bisericii unitariene          | sat Delenii; comuna Băgaciu     | Str. Bisericii                                    | 1699                                     | Alte imagini          | Raportează eroare |
| MS-II-m-A-15662 (RAN: 116689.05) | Biserica reformată                                 | sat Dumbrăvioara; comuna Ernei  | 297                                               | 1785                                     |                       | Raportează eroare |
| MS-II-m-A-15663                  | Castelul Teleky                                    | sat Dumbrăvioara; comuna Ernei  | 340 46.64348°N 24.63447°E                         | sec. XVIII - XX István Möller (arhitect) |                       | Raportează eroare |
| MS-II-m-A-15664 (RAN: 115673.02) | Biserica romano-catolică                           | sat Dumitreni; comuna Bălăușeri | 187                                               | sec. XVII - XVIII                        | Alte imagini          | Raportează eroare |
| MS-IV-m-A-16100 (RAN: 116689.04) | Cripta Teleky Samuel                               | sat Dumbrăvioara; comuna Ernei  | Str. Cimitirului f. n.                            | 1772                                     | Alte imagini          | Raportează eroare |